# 萧乾

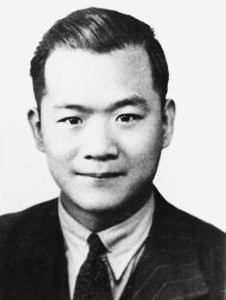
萧乾肖像（摄于1939年）

萧乾（1910年1月27日—1999年2月11日），原名萧秉乾、萧炳乾，曾用名蕭若萍，蒙古族，祖籍内蒙古，生于北京，中国作家、记者和翻译家。

## 生平
1910年1月27日，蕭乾生於北京，父親早亡，從小和母親一起在三叔家生活。六歲時，被母親送去北新橋新太倉的私塾唸書，不過因為家庭經濟不好，很快就不上了。1919年，到九道灣的新式學堂唸書，不久便轉到安定門的崇實學堂工讀，在羊奶廠幹活。1924年，三堂兄逼他去當郵務生，為家裡賺錢，蕭乾不肯，結束了寄人籬下的生活。他考上了北新書局的練習生，書局的編輯是袁家驊，也是在北新開始接觸社會主義等思想。1925年，五卅運動時，蕭乾積極參加，認識了四堂兄在齊魯大學的同學李安宅，還參加了中國社會主義青年團。
1928年6月，北伐軍到了北京，崇實組織了學生會，蕭乾被推舉為會長，因此被崇實開除。於是他跟著同學趙澄一起離開了北京經上海到了汕頭，趙澄謊報蕭乾的學歷，說他畢業於燕大國文專修班，為他在海角石一間教會學校做國文教員。在學校，他認識了蕭曙雯，並和她戀愛。不久回到北京考入燕大的國文專修班。1930年夏，國文館的課程提不起蕭乾的興趣，他拋下學業返回潮州，不過二人未能如願。在燕大，蕭乾聽了楊振聲、包貴思的課，被現代文學、英國文學所吸引。1931年，進入北平輔仁大學英文系，當上了系主任助理，和陳紘要好。1932年夏，受燕大同學林觀德邀請到福州英華中學當國文教員。1933年暑假，返回北京轉到燕京大學插班三年級在新聞系學習，這時埃德加·斯諾在燕大教書。結識了在蔚秀園夏雲家借住的巴金。
1935年7月，從燕大畢業，在楊振聲和沈從文的推薦下在《大公报》副刊任職，主編《小公園》。一二·九運動時，返回北京參加運動。1936年，去上海籌辦《大公報》上海版。1937年，七·七事變後到北京採訪，回滬不久八·一三戰事起，到閘北和大場做戰地記者。《大公報》的社長胡霖認為國軍無法抵擋太久，便建議蕭乾自謀生路，逃難去別處。經香港、廣州，最後到達武漢，楊振聲和沈從文收留了他，後隨他們南下長沙、沅陵。1938年初，輾轉香港、安南到昆明，應胡霖的請求主編《文藝》副刊。1939年，經于道泉推薦赴英国在倫敦大學東方學院任講師，同時兼《大公報》駐英特派員。到英國不久便和援華會有了聯繫，並成為了主要講者。1941年，公誼會組織救護隊到中國支援，東方學院組織了短期訓練班，蕭乾任講師。1942年夏，辭去倫敦大學的教職，進入劍橋大學英國文學系。1944年6月，任《大公報》倫敦辦事處主任，成为战地记者。有《银风筝下的伦敦》等报道。
1949年，萧乾從香港回到北京，1951年，加入中國民主同盟。1953年至1955年，任《译文》编委。1958年，內蒙古自治區成立十週年，文協和美協聯合派代表團訪問，蕭乾因為蒙古族的身份也被派去訪問。1958年，反右期间被打为右派，文革期間與愛人文潔若均受迫害，后平反。1985年12月，被聘任为中央文史研究馆副馆长，1989年4月，任馆长。1999年，萧乾因心肌梗塞于北京逝世，终年89岁。

## 作品
萧乾的翻译作品有《莎士比亚戏曲故事集》（英國兰姆姊弟合著）、《好兵帥克》（從英語譯本轉譯）、挪威剧作家易卜生代表作《培尔·金特》、加拿大里柯克幽默小品集等。1990年，萧乾和愛人文潔若应译林出版社之邀，着手翻译詹姆斯·乔伊斯的巨作《尤利西斯》，四年乃成，但他卻在《瑞士之行》一文中表示：“这里躺着世界文学界一大叛徒。他使用自己的天才和学识向极峰探险，也可以说是浪费了一份禀赋去走死胡同。究竟是哪一样，本世纪恐难下断语。”
他與愛人曾合作翻譯多種英語文學作品，夫婦二人還合作從英語譯本轉譯俄國托爾斯泰的短篇作品集。

## 荣誉

### 外国勋章奖章
- 功绩一等骑士勋章（英语：Royal Norwegian Order of Merit）（挪威，1986年6月14日批准[5]，1986年12月2日于北京挪威驻华大使馆颁发）

## 家庭
蕭乾曾結婚四次，先後和王树藏、格温、梅韬結婚，均離婚。1954年和文洁若結婚，婚姻維持到去世。

## 友人
萧乾自称“未带地图的旅人”，在文坛前辈冰心口中，则是昵称“饼干”的弟弟。他与巴金、钱锺书等交好，与郭沫若、沈从文、曹禺等则颇有嫌隙。英国作家E·M·福斯特曾经推荐萧乾去剑桥读书，相交甚厚，后来则由于种种原因断交。